# Luciano Emmer
Luciano Emmer (Milán, 19 de enero de 1918 - Roma, 16 de septiembre de 2009) fue un director, guionista y docente italiano. Ha realizado numerosas películas y algunos de los documentales artísticos más importantes. Fue el padre del matemático, académico y escritor Michele Emmer y del también director David Emmer.

## Biografía

### Cine
Obtuvo fama internacional en la década de los 40 con numerosos documentales artísticos realizados junto a Enrico Gras. En 1950 debutó con el largometraje, bajo la bandera de un neorrealismo menor y episódico, con Domenica d'agosto. Después dirigió otras películas: Le ragazze di piazza di Spagna (1952), Terza liceo (1953) y La ragazza in vetrina (1960). Después de ello, Emmer abandonó el cine por publicidad y televisión.
El 1990 Emmer volvió al cine de ficción haciendo Basta! Ci faccio un film, seguida por Una lunga lunga lunga notte d'amore (2001) y L'acqua... il fuoco (2003). En sus últimos años realizó dos películas para televisión: Le fiamme del paradiso (2006), ambientada en el siglo XVI, y Il cardo rosso (2007) ambientada en el sigo XIX.
Fue tutor y profesor en la Academia Multimedia ACT de Cinecittà.

### Documentales de arte
Para sus documentales artísticos, Emmer inventó módulos formales interesantes y evocadores, que cargaban de significado afectivo: a diferencia de Pier Paolo Pasolini, que proponía un manierismo neorrealista, visionario y lleno de citas de arte en la recuperación de la realidad degradada, Emmer sufrió de 'trabajo artístico limitado a interpretarlo con el rodaje.

### Carosello
Emmer también trabajó como director de publicidad: el mismo tema que el primer Carosello, que tenía las diferentes cortinas que se abrieron uno tras otro, fue rodado por Luciano Emmer. Toda una generación de artistas pasaron por delante de su cámara para interpretar los anuncios que emitió el famoso programa de primera hora de la tarde: de Totó («Mi faccio un brodo? Ma me lo faccio doppio!») a Walter Chiari («Solo io mi chiamo Yoga»), de Mina (Industria Italiana della Birra) a Carlo Dapporto (Durban's), de Paolo Panelli («Ercolino sempre in piedi») a Aldo Fabrizi («Avanti c'è posto»), de Dario Fo («Supercortemaggiore, la potente benzina italiana») a Sandra Milo («Confidenziale»), de Alighiero Noschese («Un Ramazzotti fa sempre bene!») a Pippo Baudo y Alberto Rabagliati («La famiglia senza guai»), del Quartetto Cetra («Tricofilina? Sì sì») a Marisa Del Frate («Voglio la caramella che mi piace tanto»), de Edoardo Vianello («Voglio la Vespa!») a Umberto Bindi («Dieta Salus!»).

## Filmografía
Largometrajes
- Domenica d'agosto (1950)
- Parigi è sempre Parigi (1951)

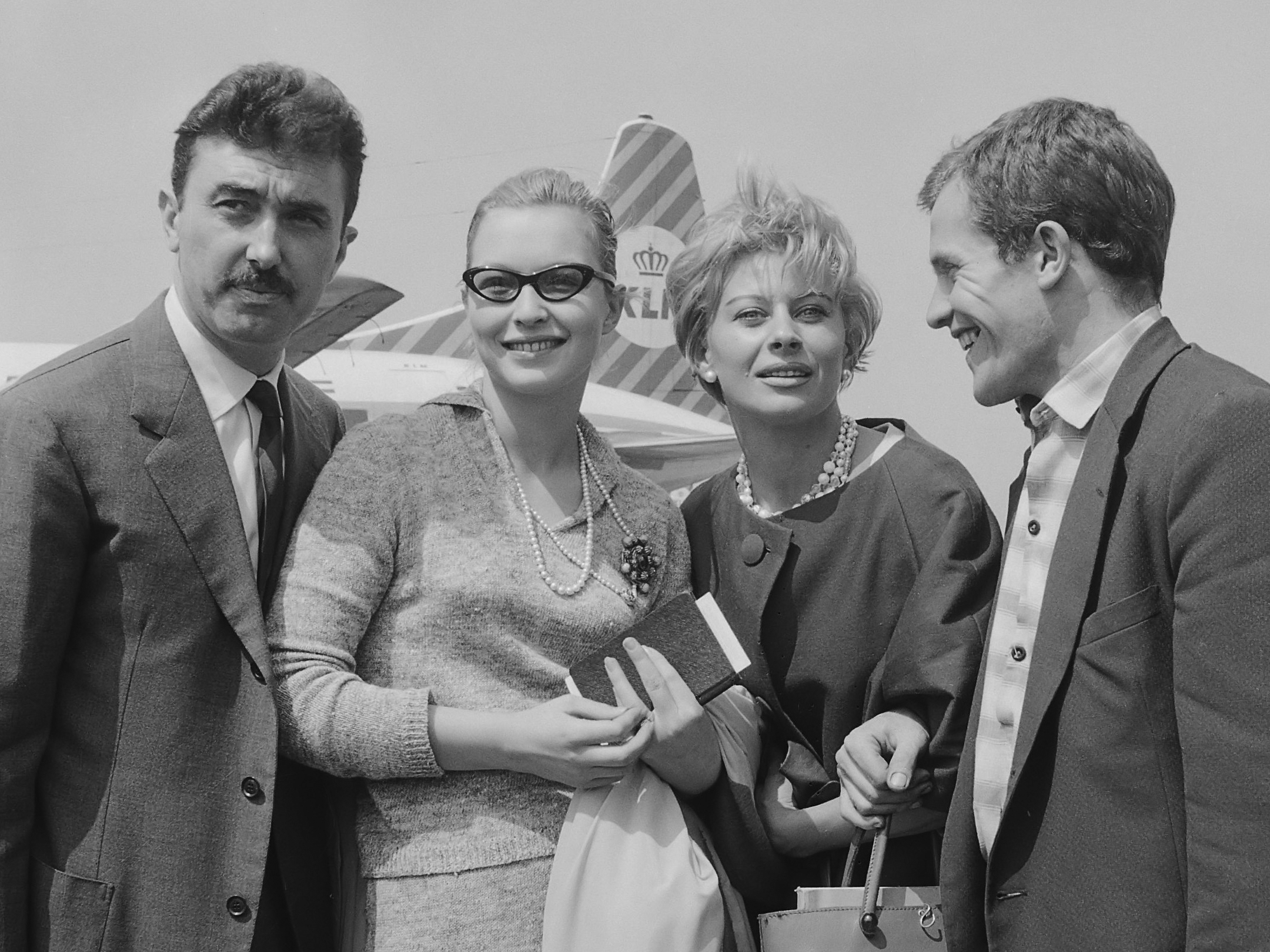
Luciano Emmer, Marina Vlady, Magali Noël y Bernard Fresson (1 de junio de 1960)

- Le ragazze di piazza di Spagna (1952)
- Terza liceo (1954)
- Camilla (1954)
- Il bigamo (1956)
- Il momento più bello (1957)
- La ragazza in vetrina (1961)
- Sposi (1987) - Co-regia
- Basta! Ci faccio un film (1990)
- Basta! Adesso tocca a noi (1990)
- Una lunga lunga lunga notte d'amore (2001)
- L'acqua... il fuoco (2003)

Televisión
- Geminus (1969)
- K2 + 1 (1971)

## Premios y distinciones
Festival Internacional de Cine de Venecia
| Año  | Categoría        | Película          | Resultado |
| ---- | ---------------- | ----------------- | --------- |
| 2003 | Premio Pasinetti | L'acqua… il fuoco | Ganador   |

Festival Internacional de Cine de Berlín
| Año  | Categoría                                                | Película | Resultado |
| ---- | -------------------------------------------------------- | -------- | --------- |
| 1951 | Medalla de Plata a la mejor película de Artes y Ciencias | Goya     | Ganador   |